# Khiêu vũ thể thao tại Đại hội Thể thao Đông Nam Á 2023
Khiêu vũ thể thao là một trong những môn thể thao được tranh tài tại Đại hội Thể thao Đông Nam Á 2023 ở Campuchia, được tổ chức vào ngày 16 tháng 5 năm 2023 tại Khu phức hợp Olympic Marquee.

## Nội dung thi đấu
Bộ môn Khiêu vũ thể thao sẽ bao gồm hai nội dung thi đấu: B-Boys và B-Girls.
Mỗi NOC có thể đề cử tối đa hai vận động viên nam và hai vận động viên nữ cho nội dung 1vs1 B-Boys và 1vs1 B-Girls tương ứng. Nhóm tuổi: Từ đủ 16 tuổi trở lên.

## Thời gian thi đấu
Các nội dung thi đấu của bộ môn này sẽ diễn ra tróng ngày duy nhất là ngày 16 tháng 5, cụ thể:
- Nội dung B-Girls 1vs1 sẽ được diễn ra từ 9h30 sáng tới 12 giờ trưa.
- Nội dung B-Girls 1vs1 sẽ được diễn ra từ 14 giờ tới 17 giờ chiều.

## Các quốc gia tham dự
- Campuchia (chủ nhà)
- Indonesia
- Malaysia
- Philippines
- Thái Lan
- Việt Nam

## Bảng huy chương
| Hạng               | Đoàn               | Vàng | Bạc | Đồng | Tổng số |
| ------------------ | ------------------ | ---- | --- | ---- | ------- |
| 1                  | Việt Nam           | 1    | 1   | 0    | 2       |
| 2                  | Malaysia           | 1    | 0   | 0    | 1       |
| 3                  | Thái Lan           | 0    | 1   | 1    | 2       |
| 4                  | Indonesia          | 0    | 0   | 1    | 1       |
| Tổng số (4 đơn vị) | Tổng số (4 đơn vị) | 2    | 2   | 2    | 6       |

## Danh sách huy chương

### Breaking
| Nội dung | Vàng                            | Bạc                           | Đồng                          |
| -------- | ------------------------------- | ----------------------------- | ----------------------------- |
| Nam      | Sam Jee Lek · Malaysia          | Chinavut Chantarat · Thái Lan | Kantapon Rodsaart · Thái Lan  |
| Nữ       | Nguyễn Thị Hồng Trâm · Việt Nam | Trần Huỳnh Như · Việt Nam     | Dwi Cindy Desyana · Indonesia |